# Miranda del Castañar
Miranda del Castañar é um município da Espanha na província de Salamanca, comunidade autónoma de Castela e Leão, de área 21,07 km² com população de 533 habitantes (2007) e densidade populacional de 27,30 hab/km².
Pertence à rede das Aldeias mais bonitas de Espanha.

## Demografia
| Variação demográfica do município entre 1991 e 2004 | Variação demográfica do município entre 1991 e 2004 | Variação demográfica do município entre 1991 e 2004 | Variação demográfica do município entre 1991 e 2004 |
| --------------------------------------------------- | --------------------------------------------------- | --------------------------------------------------- | --------------------------------------------------- |
| 1991                                                | 1996                                                | 2001                                                | 2004                                                |
| 632                                                 | 653                                                 | 582                                                 | 576                                                 |